# Кларенца
Кларенца (Кларенция, Гларенца на гръцки: Γλαρέντζα, на италиански: Chiarenza) е главното пристанище на средновековното Ахейско княжество. Намира се в Елида на Пелопонес в близост до съвременния Килини.
По време на франкократията, преди османското завладяване, Кларенца е един от най-важните градове в Пелопонес. Пристанището е заобиколено от ров и стени покриващи голяма площ (9000 m²). Дебелината на стените достига 2 м, но са изградени от много крехък материал – брикети от непечени тухли върху каменен цокъл. През 1428 г., след като превзема града, византийският император Константин XI Палеолог заповядва стените на Кларенца да бъдат разрушени, така че отбранителните укрепления да не бъдат използвани от пирати.